# Кликуши
Клику́ши — люди, подверженные истерическим припадкам, во время которых они издают неистовые крики. В древности такое поведение приписывали вселению в больного человека дьявола или влиянию порчи.
Согласно словарю Даля, «кликуша» — это однокоренное слово словам: «клик» — крик, «кликать» — возглашать, кричать; а «кликушество» — болезнь кликуш, кликанье, выкликанье.
Толковый словарь русского языка Ушакова даёт переносное значение слова «кликуша» — «истерически несдержанный, страстный и бестактный политикан».
Первое сообщение о кликушах относится к 1606 году, где говорится об их появлении в Перми. Упоминание о бесноватых мужчинах и женщинах, не называемых кликушами, встречаются с XI века и особенно усиливаются в XVI веке. Апогей кликушества приходится на XVII—XVIII века и связывается с ростом суеверий на фоне церковного раскола после никоновских реформ. В автобиографии протопопа Аввакума имеется описание кликуши, которая, когда «нападе на неё бес, учала собакой лаять, и козой блекотать, и кукушкой куковать».
По народным представлениям, во время припадка кликуша говорит от имени дьявола, и поэтому от неё можно получить в этот момент предсказание, узнать о пропажах и т. п. Хотя современная церковная традиция может отличать кликушество от беснования и юродства.
Считалось, что болезнь кликуши возникает как результат порчи и поэтому в припадке она выкрикивает имя того человека, который «напустил» на неё болезнь. По этой причине в XVII веке лица, имена которых называли кликуши, привлекались к суду по обвинению в чародействе и предавались пыткам, самих же кликуш только отчитывали. В XVIII веке к ответственности стали привлекать самих кликуш, поскольку Пётр I видел в кликушестве притворное беснование, имеющее целью оговорить невинных людей. Указ 1715 года: «ежели где явятся мужеска и женска пола кликуша, то, сих имая, приводить в приказы и розыскивать» (то есть допрашивать). Указом 1716 года и Духовным регламентом 1721 года розыск кликуш и передача их гражданскому суду были возложены на архиереев. Указ 1737 года отметил «в Москве являются по церквям и монастырям кликуши которым в той притворной шалости свобода даётся, а сверх того над ними и молитвы отправляются» и подтвердил обязанность архиереев по их розыску, а за недонесение о кликушах установил лишение их священного сана.